# Jean-Baptiste Sanfourche
Jean-Baptiste Sanfourche   (Senac, 28 de maig de 1831 - 1860)
va ser un arquitecte francès.

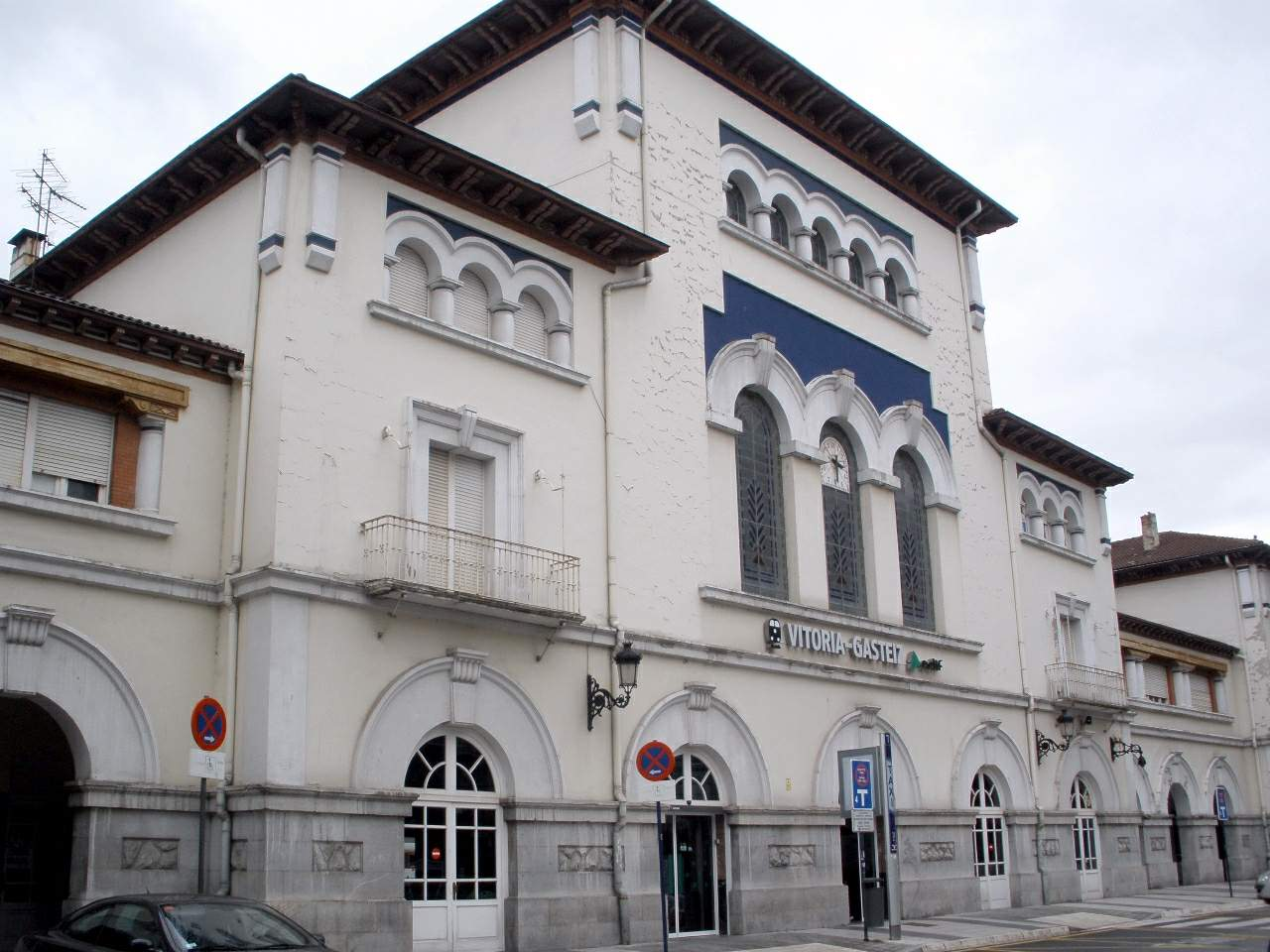
Estació de ferrocarril de Vitoria-Gasteiz, obra de l'arquitecte.

Estudiant de l'Escola de Belles Arts de París i Simon-Claude Constant-Dufeux. L'ensenyament de Constant-Dufeux és emblemàtic del paper determinant de la història per als arquitectes del segle xix. Recentment ha aparegut un conjunt de notes d'aquest taller i documenta el seu ensenyament. El 1860, Jean-Baptiste Sanfourche es converteix en agent especial encarregat de guardar els adjunts diaris prescrits per a la regularitat de les operacions comptables de la llista d'edificis religiosos d'Angers (Maine-i-Loire). Es va traslladar a Espanya a Vitòria-Gasteiz on va construir l'estació de Vitòria-Gasteiz.